# Velho Amigo
"Velho Amigo" é uma canção da banda brasileira de rock cristão Rebanhão, contida em seu sétimo álbum de estúdio, Enquanto É Dia, lançado pela gravadora Gospel Records em 1993.
Escrita pelo tecladista Pedro Braconnot, foi produzida pelo cantor. Na música, Pedro toca teclado.
Em 2016, a música foi escolhida para estrear a volta do Rebanhão. "Velho Amigo" foi regravada e lançada em videoclipe, com Pedro Braconnot, Carlinhos Felix, Paulo Marotta e Pablo Chies tocando juntos. A gravação ocorreu no estúdio Reuel.

## Performances ao vivo
Na turnê do álbum Enquanto É Dia, "Velho Amigo" era executada com certa constância. Depois que Dico Parente deixou de se apresentar com o Rebanhão, Pedro Braconnot tocava-a no show executando, ao mesmo tempo, teclado e violão, mesclando os dois instrumentos em certos momentos da música, enquanto o guitarrista Pablo Chies ficava responsável exclusivamente pela guitarra.

## Ficha técnica
Créditos adaptados do encarte do álbum:
Banda
- Pedro Braconnot - vocais, produção musical, teclado, sintetizadores
- Pablo Chies - guitarras, violão
- Rogério dy Castro - baixo
- Wagner Carvalho - bateria